# Be'erot Jicchak
Be'erot Jicchak (hebrejsky בְּאֵרוֹת יִצְחָק, doslova „Studny Jicchakovy“, v oficiálním přepisu do angličtiny Be'erot Yizhaq, přepisováno též Be'erot Yitzhak) je vesnice typu kibuc v Izraeli, v Centrálním distriktu, v Oblastní radě Chevel Modi'in.

## Geografie
Leží v nadmořské výšce 51 metrů v hustě osídlené a zemědělsky intenzivně využívané pobřežní nížině, nedaleko od jižního okraje Šaronské planiny.
Obec se nachází 14 kilometrů od břehu Středozemního moře, cca 14 kilometrů východně od centra Tel Avivu a cca 85 kilometrů jižně od centra Haify. Leží v silně urbanizovaném území, na východním okraji aglomerace Tel Avivu, jejímiž východními výspami jsou zde města Savijon a Jehud-Monoson. 3 kilometry na severu je to pak město Petach Tikva. Společně se sousedními vesnicemi Nechalim, Nofech, Mazor a Rinatija vytváří jednu velkou zemědělskou aglomeraci. Dál k východu již pokračuje převážně zemědělská krajina, byť rovněž s vysokou hustotou osídlení. 4 kilometry jihozápadním směrem od kibucu leží Ben Gurionovo mezinárodní letiště. Be'erot Jicchak obývají Židé, přičemž osídlení v tomto regionu je etnicky převážně židovské.
Be'erot Jicchak je na dopravní síť napojen pomocí dálnice číslo 40.

## Dějiny

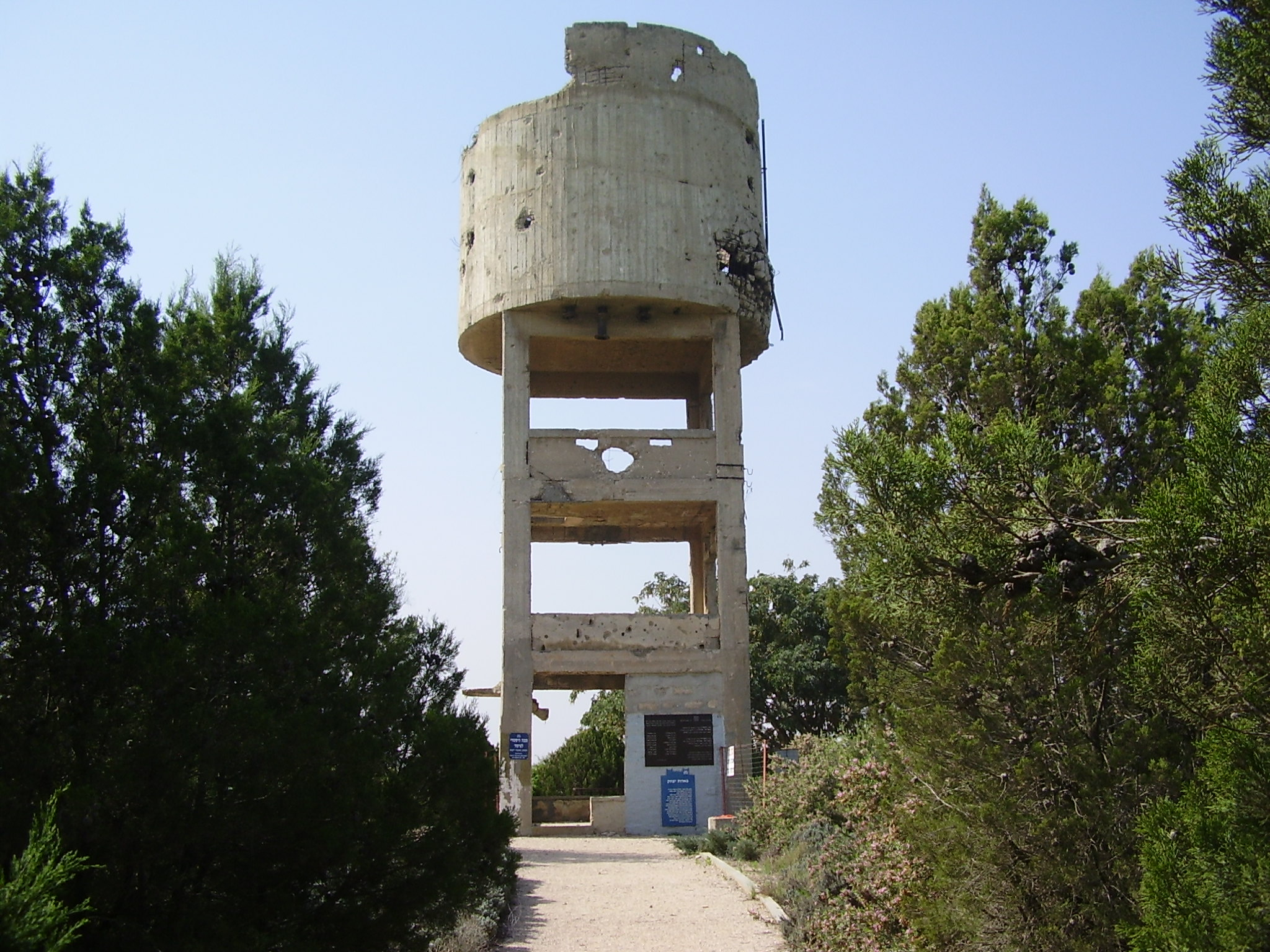
Zničená vodní věž původního kibucu Be'erot Jicchak v Negevu.

Be'erot Jicchak byl založen v roce 1948. Pojmenován je podle rabína Jicchaka Nissenboima, který byl předákem nábožensky orientovaných sionistů v Polsku a který zahynul během holokaustu. Osadníci byli napojeni na náboženské hnutí ha-Po'el ha-Mizrachi.
Osadnická skupina tvořená Židy z Československa a Německa se zformovala již roku 1936 a kibuc byl založen roku 1943, ovšem ležel v jižní části nynějšího Izraele (Negev) . Během války za nezávislost v roce 1948 byl dlouhodobě obléhán egyptskou armádou a poničen. Jeho obyvatelé se pak rozhodli odejít a usadit se v centrálním Izraeli. Do roku 1952 pobývali v prostoru opuštěné templerské vesnice Wilhelma (dnes Bnej Atarot), pak se přesunuli o 2 kilometry k severu, do nynější lokality. Na místě původního zničeného kibucu v Negevu pak vznikl kibuc Alumim.
Správní území vesnice dosahuje cca 3000 dunamů (3 kilometry čtvereční). Místní ekonomika je založena na zemědělství (pěstování zeleniny, obilovin, chov drůbeže a dobytka) a průmyslu. U vjezdu do kibucu se nachází obchodní a podnikatelská zóna. V obci funguje synagoga, mikve, sportovní areály, zdravotní středisko a mateřská škola.

## Demografie
Podle údajů z roku 2014 tvořili naprostou většinu obyvatel v Be'erot Jicchak Židé (včetně statistické kategorie "ostatní", která zahrnuje nearabské obyvatele židovského původu ale bez formální příslušnosti k židovskému náboženství).
Jde o menší obec vesnického typu s dlouhodobě stagnující populací. K 31. prosinci 2014 zde žilo 405 lidí. Během roku 2014 populace stoupla o 4,4 %.
| Rok            | 1948 | 1961 | 1972 | 1983 | 1995 | 2001 | 2003 | 2004 | 2005 | 2006 | 2007 | 2008 | 2009 | 2010 | 2011 | 2012 | 2013 | 2014 |
| -------------- | ---- | ---- | ---- | ---- | ---- | ---- | ---- | ---- | ---- | ---- | ---- | ---- | ---- | ---- | ---- | ---- | ---- | ---- |
| Počet obyvatel | 123  | 264  | 288  | 392  | 468  | 422  | 414  | 416  | 419  | 380  | 395  | 388  | 394  | 388  | 394  | 398  | 388  | 405  |